# Jardin des Curiosités
Der Jardin des Curiosités ist ein Park in Lyon mit einer Fläche von 6000 m². Er liegt im 5. Arrondissement auf den Anhöhen von Saint-Just und ist über das östliche Ende des Place Abbé-Larue zu erreichen. Er ist auch unter den Namen jardin de Montréal, belvédère Abbé-Larue oder auch jardin du Belvédère bekannt.

## Geschichte
Der Park wurde von der Stadt Montreal anlässlich des zwanzigsten Jahrestages der Kooperationsbeziehungen mit Lyon gestiftet und ist seit August 2001 für die Öffentlichkeit zugänglich. Die Hauptgestalter sind:
- der Québecer Bildhauer Michel Goulet
- die von Réal Lestage und Renée Daoust gegründete Montrealer Agentur für Architektur und Stadtdesign
- das kanadische Büro Vlan Paysages, das von Julie Saint-Arnault und Micheline Clouard geleitet wird.

Dieser Bereich bietet auch Zugang zu einem ehemaligen Basketballfeld.

## Beschreibung
Durch das doppelte Eingangstor gelangt man über einen leicht geschwungenen Weg zum Aussichtspunkt. Der Garten ist nach Themenbereichen gegliedert:
- Ein von Bäumen mit leichtem Laub gesäumter Rasen, von dem aus man eine schöne Aussicht auf das Lycée de Saint-Just hat
- Mit Blick auf die Stadt und die Saône befindet sich hier eine sandige Terrasse, die den rötlichen Farbton der Dächer von Lyon aufgreift
- eine kleine Brücke, die an die Pont Jacques-Cartier erinnert, die Montreal mit dem Südufer des Sankt-Lorenz-Strom verbindet
- ein durch eine niedrige Mauer abgegrenzter Bereich, der einen Panoramablick auf den Süden Lyons bietet
- im Norden eine abschüssige Fläche mit Bäumen

Der Park ist mit sechs in den Boden eingelassenen Stuhl-Skulpturen Michel Goulet ausgestattet, die dem Gelände eine poetische Note verleihen.

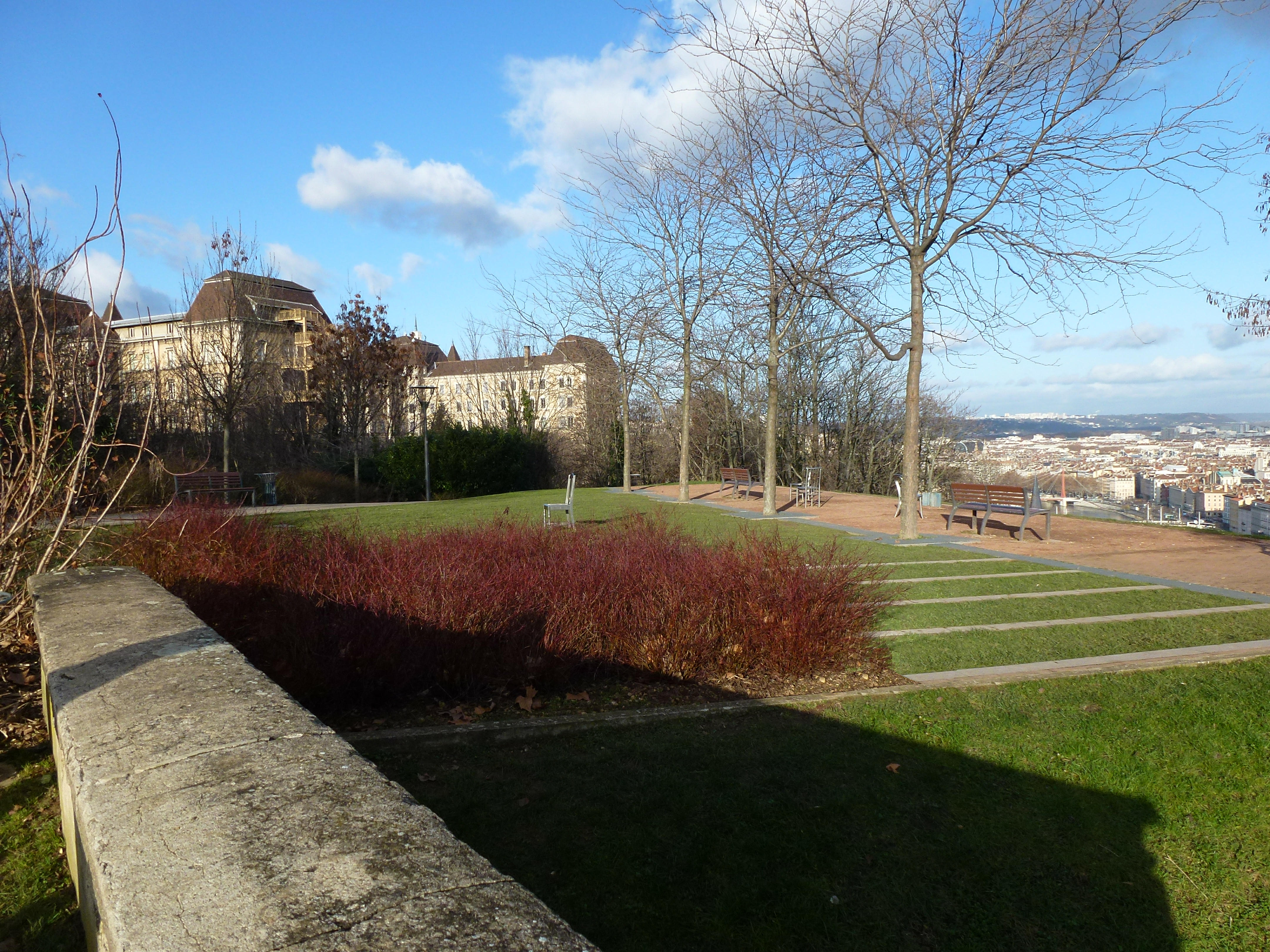
Allgemeine Ansicht
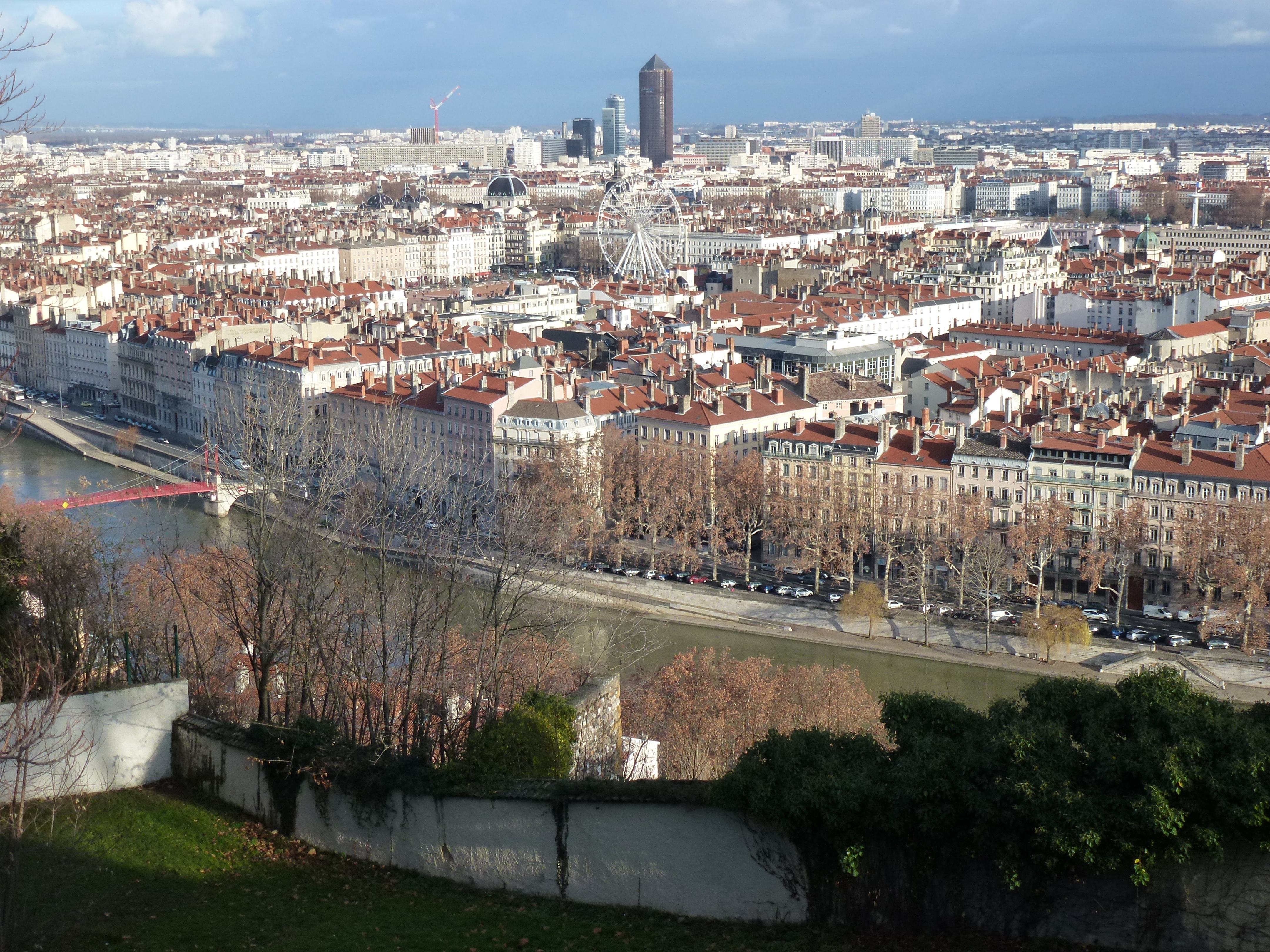
Blick über Lyon
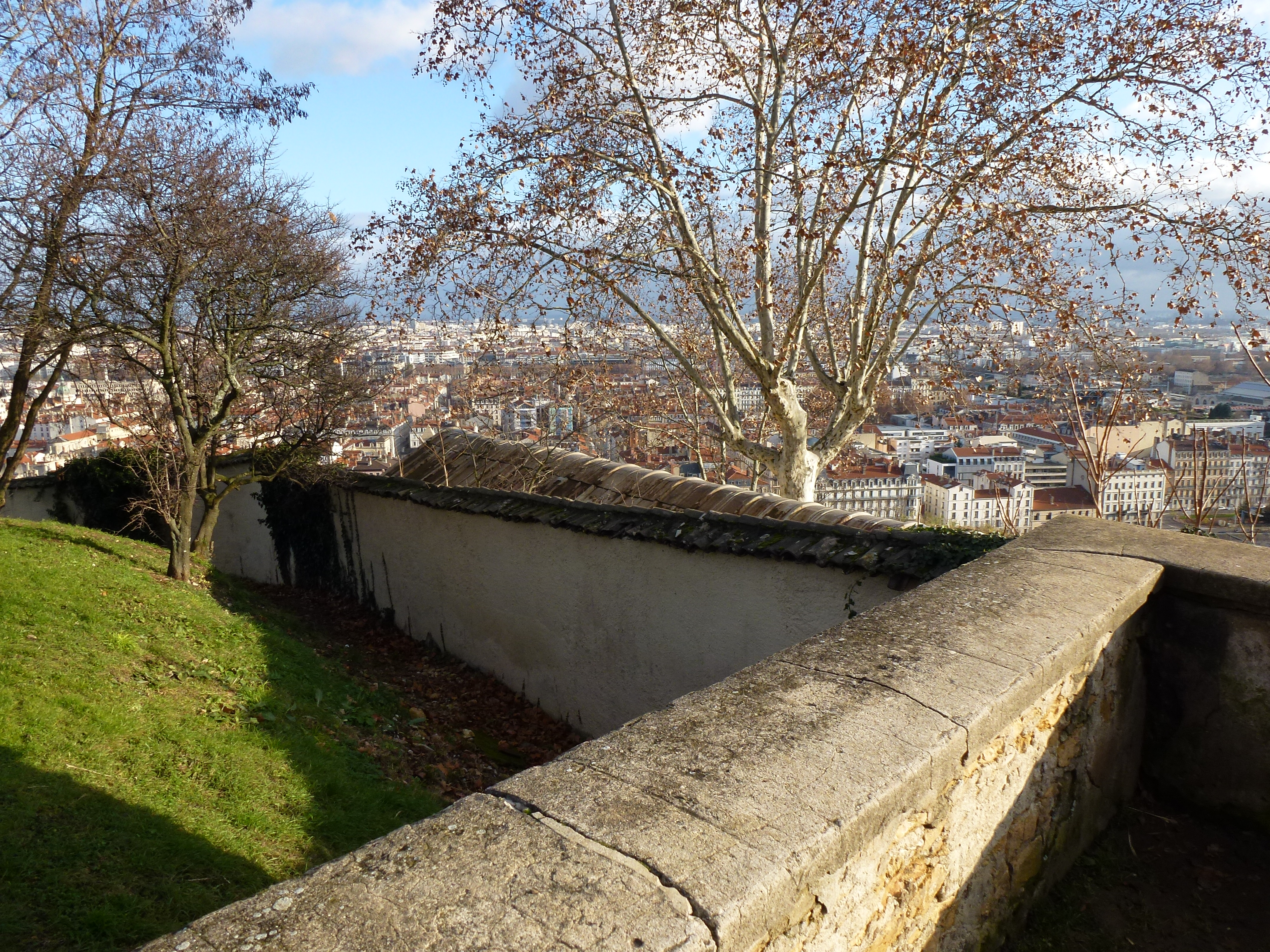
Das Mäuerchen